# Mari Pepa Estrada
Mari Pepa Estrada (Málaga; 29 de agosto de 1905-ibidem; 2 de agosto de 1997) fue una pintora española, considerada la autora naíf malagueña más importante.

## Biografía
Nació en una familia de clase alta. Su padre fue José Estrada Estrada, abogado y ministro de Justicia con Dámaso Berenguer y Fusté. Su tío Eduardo Estrada, ilustrador de la revista Blanco y Negro, fue quien la introdujo en el mundo del arte. Es la madre de Rafael Pérez Estrada.
Se casó con Manuel Pérez Bryan, un médico que además fue alcalde de la ciudad de Málaga. Este nunca mostró su apoyo a la faceta artística de Mari Pepa, lo que hizo que ésta no las mostrara al público hasta sus 64 años, cuando su amiga la periodista Josefina Carabias la convenció para exponerlas públicamente. Primero debutó, en secreto, en Lisboa y después en Málaga. Su arte pronto cautivó al público.
La pintora también se dedicó, con más de 80 años, a la escritura. Sus memorias tuvieron un gran éxito y fueron reeditadas en varias ocasiones. También publicó un libro de cocina.